# Whitney Blake
Whitney Blake, pseudonimo di Nancy Ann Whitney (Eagle Rock, 20 febbraio 1926 – Edgartown, 28 settembre 2002), è stata un'attrice e sceneggiatrice statunitense.
Recitò dal 1957 al 1981 in 4 film e dal 1956 al 1980 in oltre 70 produzioni televisive.

## Biografia
Whitney Blake nacque con il nome di Nancy Ann a Eagle Rock, in California, il 20 febbraio 1926. Era la primogenita di Martha Mae Whitney (nata Wilkerson) e Harry C. Whitney, un agente dei servizi segreti degli Stati Uniti che aveva coadiuvato le guardie del corpo del presidente Woodrow Wilson, di sua moglie, e di altri funzionari politici. Nancy e suo fratello minore viaggiarono per i primi anni della loro vita in tutto il paese, trasferendosi di città in città. In questo periodo Nancy frequentò sedici scuole diverse. Mentre frequentava il Pasadena City College, partecipò come attrice a piccoli gruppi-teatrali nella zona di Los Angeles. In estate lavorava presso la gelateria di sua madre a McMinnville, Oregon. Dopo una sua apparizione in una produzione amatoriale di Hollywood, la giovane catturò l'attenzione dei talent scout e cominciò ad apparire a metà degli anni cinquanta in diversi episodi di serie televisive.
Si dedicò quindi ad una lunga carriera televisiva dando vita a numerosi personaggi per varie serie. Il suo personaggio più conosciuto è quello di Dorothy Baxter interpretato in 122 episodi della serie Hazel dal 1961 al 1965. Diede inoltre vita a numerosi personaggi minori in molti episodi di serie televisive collezionando diverse apparizioni come guest star e come interprete di più personaggi per singola serie, dagli anni cinquanta al 1980, come in due episodi di State Trooper, due episodi di I racconti del West, due episodi di Perry Mason, due episodi di Maverick, due episodi di Alcoa Theatre, tre episodi di Il tenente Ballinger (M Squad) e tre episodi di Gunsmoke.
La sua carriera per il cinema conta solo quattro partecipazioni; interpretò, tra gli altri, Nancy Williams in Una ragazza ed una pistola del 1957, Peggy Gatlin in -30- del 1959 e Elizabeth Hardeman in Betsy del 1978.
Per la televisione la sua ultima interpretazione risale all'episodio Boomer and Miss 21st Century della serie televisiva Boomer cane intelligente, trasmesso il 7 dicembre 1980, in cui dà vita al personaggio di Dorothy mentre per gli schermi cinematografici l'ultimo ruolo che interpretò fu quello nel film del 1981 A Face in the Crowd. Come sceneggiatrice curò e scrisse la sceneggiatura della serie televisiva Giorno per giorno.
Sposò Tom Baxter nel 1940 da cui ebbe tre figli, tra cui l'attrice Meredith Baxter. Nel 1957 sposò il talent scout Jack X Fields da cui divorziò nel 1967. Nel 1968 sposò il produttore e sceneggiatore Allan Manings (1924-2010). Morì a Edgartown, in Massachusetts, il 28 settembre 2002 e fu cremata.

## Filmografia

### Attrice

#### Cinema
- Una ragazza ed una pistola (My Gun Is Quick) (1957)
- -30- (1959)
- Betsy (1978)
- A Face in the Crowd (1981)

#### Televisione
- Medic – serie TV, un episodio (1956)
- I segreti della metropoli (Big Town) – serie TV, un episodio (1956)
- I racconti del West (Zane Grey Theater) – serie TV, 2 episodi (1957-1958)
- Perry Mason – serie TV, 2 episodi (1957-1958)
- Cheyenne – serie TV, 2 episodi (1957-1960)
- The Millionaire – serie TV, 2 episodi (1957-1960)
- Corky, il ragazzo del circo (Circus Boy) – serie TV, episodio 1x19 (1957)
- Cavalcade of America – serie TV, un episodio (1957)
- Sheriff of Cochise – serie TV, un episodio (1957)
- Wire Service – serie TV, episodio 1x26 (1957)
- The O. Henry Playhouse – serie TV, un episodio (1957)
- Avventure in elicottero (Whirlybirds) – serie TV, un episodio (1957)
- State Trooper – serie TV, 2 episodi (1957)
- Schlitz Playhouse of Stars – serie TV, un episodio (1957)
- Indirizzo permanente (77 Sunset Strip) – serie TV, 2 episodi (1958-1960)
- Il tenente Ballinger (M Squad) – serie TV, 3 episodi (1958-1960)
- Collector's Item – film TV (1958)
- Mike Hammer – serie TV, un episodio (1958)
- Panico (Panic!) – serie TV, episodio 2x02 (1958)
- Maverick – serie TV, 2 episodi (1958)
- Alcoa Theatre – serie TV, 2 episodi (1958)
- Pursuit – serie TV, episodio 1x09 (1958)
- Gli uomini della prateria (Rawhide) – serie TV, 2 episodi (1959-1960)
- Gunsmoke – serie TV, 3 episodi (1959-1973)
- Shotgun Slade – serie TV, un episodio (1959)
- Destination Space – film TV (1959)
- The Lineup – serie TV, un episodio (1959)
- Letter to Loretta – serie TV, un episodio (1959)
- The Restless Gun – serie TV, episodio 2x29 (1959)
- Pete Kelly's Blues – serie TV, un episodio (1959)
- Tales of Wells Fargo – serie TV, episodio 3x34 (1959)
- Playhouse 90 – serie TV, un episodio (1959)
- The D.A.'s Man – serie TV, un episodio (1959)
- Westinghouse Desilu Playhouse – serie TV, episodio 1x25 (1959)
- The Deputy – serie TV, un episodio (1959)
- Pony Express – serie TV, episodio 1x10 (1959)
- Markham – serie TV, un episodio (1959)
- Richard Diamond (Richard Diamond, Private Detective) – serie TV, un episodio (1959)
- Bonanza - serie TV, episodio 1x13 (1959)
- The Texan – serie TV, 2 episodi (1959)
- Tightrope – serie TV, episodio 1x14 (1959)
- Bronco – serie TV, 2 episodi (1960-1961)
- Avventure lungo il fiume (Riverboat) – serie TV, un episodio (1960)
- Bachelor Father – serie TV, un episodio (1960)
- Overland Trail – serie TV, un episodio (1960)
- Michael Shayne - serie TV episodio 1x01 (1960)
- Avventure in paradiso (Adventures in Paradise) – serie TV, episodio 2x05 (1960)
- Pete and Gladys – serie TV, episodio 1x08 (1960)
- Thriller – serie TV, episodio 1x11 (1960)
- Hazel – serie TV, 122 episodi (1961-1965)
- Route 66 – serie TV, un episodio (1961)
- The Aquanauts – serie TV, episodio 1x14 (1961)
- Kraft Mystery Theater – serie TV, un episodio (1962)
- Branded – serie TV, un episodio (1966)
- La leggenda di Jesse James (The Legend of Jesse James) – serie TV, un episodio (1966)
- Laredo – serie TV, un episodio (1966)
- Organizzazione U.N.C.L.E. (The Man from U.N.C.L.E.) – serie TV, un episodio (1966)
- Batman – serie TV, un episodio (1967)
- Il virginiano (The Virginian) – serie TV, episodio 5x25 (1967)
- The Andy Griffith Show – serie TV, un episodio (1967)
- Mannix – serie TV, un episodio (1967)
- The Outsider – serie TV, episodio 1x11 (1968)
- Love, American Style – serie TV, un episodio (1970)
- The Boy Who Stole the Elephant – film TV (1970)
- Disneyland – serie TV, 2 episodi (1970)
- The Stranger Who Looks Like Me – film TV (1974)
- Cannon – serie TV, un episodio (1974)
- Strange Homecoming – film TV (1974)
- Ironside – serie TV, un episodio (1975)
- Returning Home – film TV (1975)
- Lotta per la vita (Medical Story) – serie TV, un episodio (1975)
- Mobile One – serie TV, un episodio (1975)
- Un poliziotto di nome O'Malley (Law and Order) – film TV (1976)
- Hunter – serie TV, un episodio (1977)
- In casa Lawrence (Family) – serie TV, un episodio (1979)
- Boomer cane intelligente (Here's Boomer) – serie TV, un episodio (1980)

### Regista
- Reno's Kids: 87 Days + 11 (1987)

### Sceneggiatrice
- Giorno per giorno (One Day at a Time) – serie TV, 209 episodi (1975-1984)
- Solo en America – serie TV (1998)

### Produttrice
- Reno's Kids: 87 Days + 11 (1987)